# Occam (lenguaje de programación)

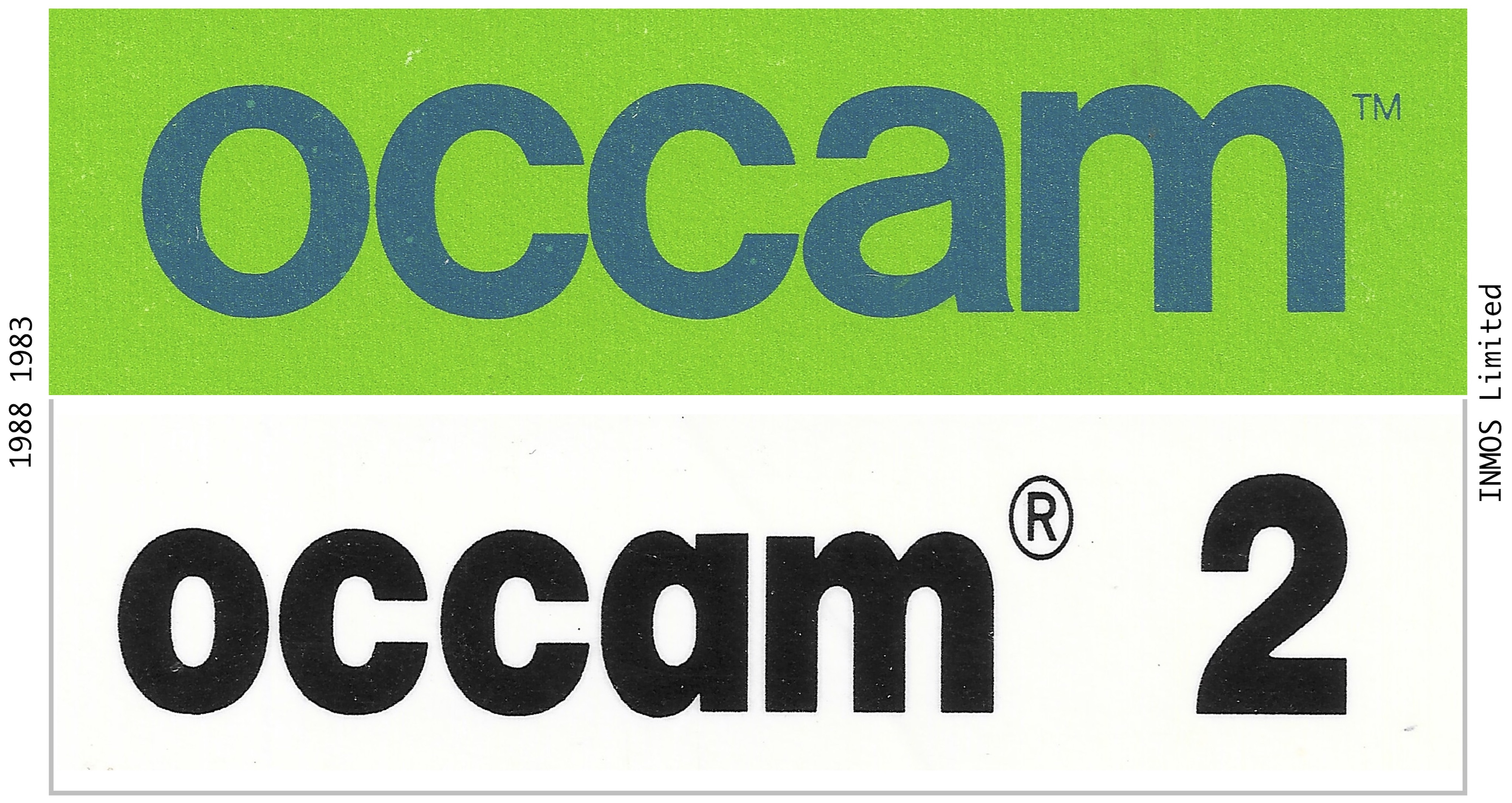
Collection of excerpts of the covers two "occam books" (the programming language) by INMOS Limited (UK, 1983, 88)

Occam es un lenguaje de programación imperativo y estructurado (al igual que Pascal). Fue desarrollado por David May en Inmos Limited, Bristol, Inglaterra, para desarrollar software para su línea de procesadores Transputers, existiendo también implementaciones para otras plataformas.

## Historia
Fue desarrollado por David May y otros en INMOS, asesorado por Tony Hoare, como el lenguaje de programación nativo para sus microprocesadores transputadores.
Occam 1 (publicado en 1983). Este solo admitía el tipo de datos VAR, que era un tipo integral correspondiente a la longitud de la palabra nativa de la arquitectura de destino, y matrices de una sola dimensión.
Occam 2 es una extensión producida por INMOS Ltd en 1987 que agrega soporte de punto flotante, funciones, arreglos multidimensionales y más tipos de datos como tamaños variables de enteros (INT16, INT32) y bytes.
Occam 2.1 fue el último de la serie de desarrollos del lenguaje occam aportados por INMOS. Definido en 1994.
Occam-π es el nombre común para la variante occam implementada por versiones posteriores del Compilador occam de Kent Retargetable ( KRoC ). La adición del símbolo π (pi) al nombre de occam es una alusión a KRoC occam que incluye varias ideas inspiradas en el cálculo π. Contiene varias extensiones importantes del compilador occam 2.1, por ejemplo: Protocolos anidados, Creación de procesos en tiempo de ejecución, Canales, datos y procesos móviles, Recursividad, Herencia de protocolo, Constructores de matrices y Encuentro extendido.
- Datos: Q838062